# Bicing
Bicing is het publieke fietssysteem van Barcelona (type SmartBike). Het werd in maart 2007 ingesteld en wordt voor de gemeente geëxploiteerd door Clear Channel, die voor dezelfde fietsen infrastructuur en software gebruikt in vergelijkbare systemen in Stockholm, Washington, Zaragoza en Oslo.
De naam is afgeleid van het Catalaanse bici hetgeen een verkorte term voor fiets is, en de IATA code voor Barcelona, BCN.
Het systeem wordt hoofdzakelijk betaald uit de opbrengsten van de plaatselijke parkeerbelasting, een deel van de opbrengst, zo'n € 2,23 miljoen wordt jaarlijks aan de exploitant Clear Channel betaald, en dit voor een contractduur van 10 jaar.
Het doel van het systeem is vooral het maken van korte ritjes. Het gebruik door toeristen wordt actief ontmoedigd om concurrentie met bestaande private lokale fietsverhuurbedrijven te voorkomen. Een abonnement moet derhalve op een lokaal (Catalaans) adres worden aangevraagd, en er zit bewust een lange bewerkingsduur (10 dagen) op de aanvraag.

## Werking

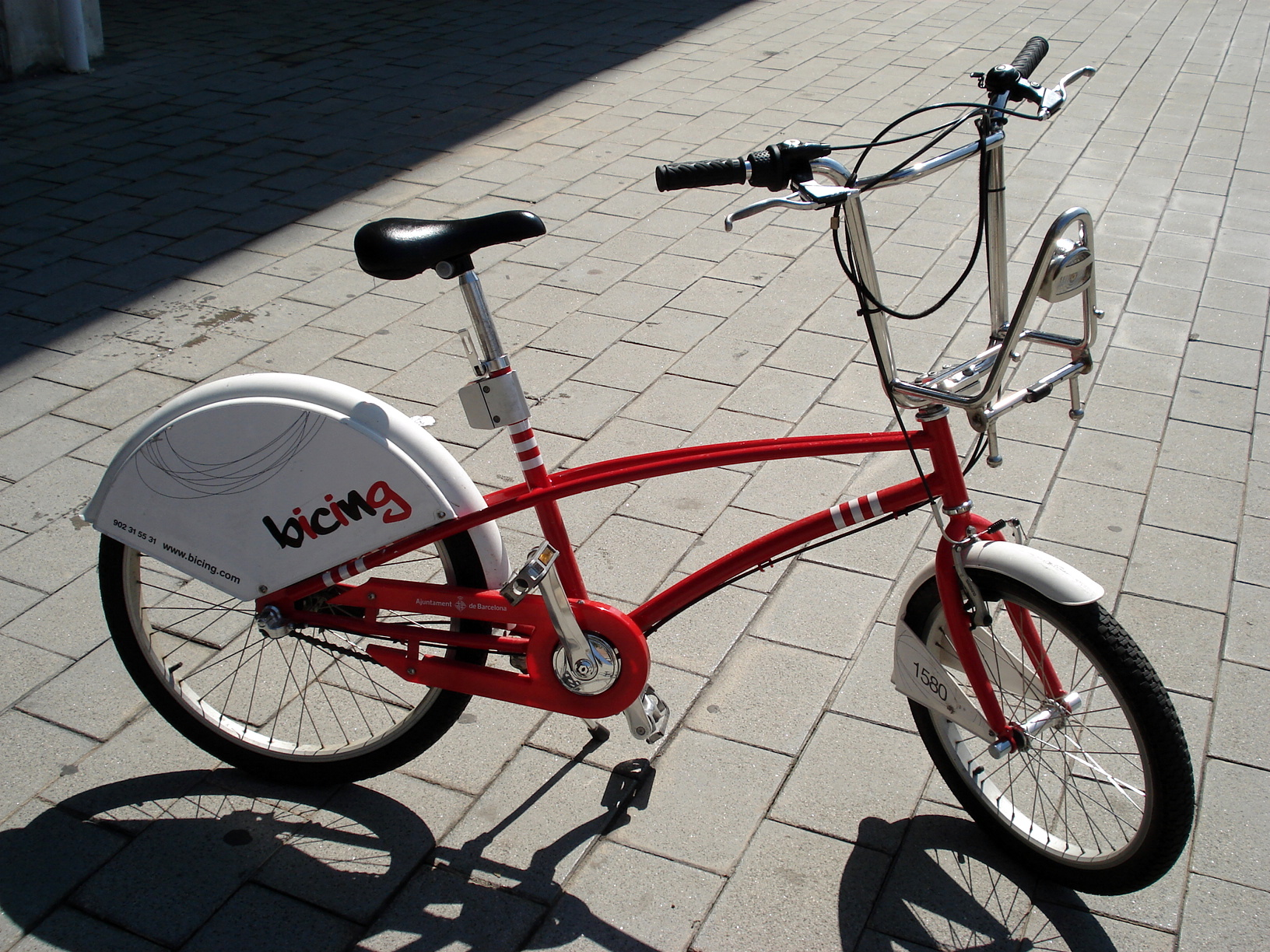
Een Bicing fiets.

Om een fiets te huren volstaat het om de met een RFID-chip uitgeruste lokaal aan te schaffen abonnementskaart langs een lezer op een stallingsstation te halen. Dit identificeert de gebruiker en ontgrendelt de fiets van de fietsparkeerpaal. De eerste 30 minuten gebruik zijn gratis, de twee uren daarna kosten een symbolisch bedrag, daarna loopt het tarief snel op. Bij te lang gebruik wordt het abonnement zelfs geannuleerd. Als men de fiets terugzet aan een fietsparkeerpaal, en dat kan op elk willekeurig station van het systeem (dus niet noodzakelijkerwijs het station van vertrek), dan wordt deze automatisch vergrendeld. De gebruiker krijgt dan een bevestiging dat de fiets herkend is en dat de teruggave goed geregistreerd is. Speciale busjes zorgen voor de gelijke verspreiding van de fietsen over de uitgiftepunten.
De fiets is speciaal ontworpen om hufterproof te zijn, en om op te vallen als deel van het project teneinde diefstal tegen te gaan.